# Zoe Smith (Badminton)
Zoe Smith, verheiratete Zoe Yeager, (* 9. Juni 1917 in Okanogan, Washington; † 18. Juli 2015 in Bothell, Washington) war eine US-amerikanische Badmintonspielerin.

## Karriere
Zoe Smith gewann bei den 1937 erstmals ausgetragenen offenen US-Meisterschaften den Titel im Damendoppel mit Bertha Barkhuff. 1939 siegten beide noch einmal gemeinsam im Doppel. Im letztgenannten Jahr war Smith zusätzlich noch im Mixed mit ihrem späteren Ehemann Richard Yeager erfolgreich.

## Sportliche Erfolge
| Saison | Veranstaltung | Disziplin   | Platz | Name                        |
| ------ | ------------- | ----------- | ----- | --------------------------- |
| 1937   | US Open       | Damendoppel | 1     | Bertha Barkhuff / Zoe Smith |
| 1939   | US Open       | Mixed       | 1     | Richard Yeager / Zoe Smith  |
| 1939   | US Open       | Damendoppel | 1     | Bertha Barkhuff / Zoe Smith |